# You Can't Stop Me (álbum)
You Can't Stop Me é o quarto álbum de estúdio da banda de deathcore Suicide Silence, que foi lançado em julho de 2014 pela gravadora Nuclear Blast. You Can't Stop Me é o primeiro álbum com o cantor Hernan "Eddie" Hermida e o primeiro álbum a não apresentam vocalista original Mitch Lucker que morreu em 2012.

## Temas líricos
No início de 2014 foi anuciado que o álbum conta com uma música com letras escritas por Mitch Lucker antes de sua morte. O vídeo da canção foi lançado em 01 de julho de 2014.

## Singles
Em 6 de maio de 2014, a canção "Cease to Exist" foi lançado como o primeiro single do álbum, e foi disponibilizado para compra no iTunes. O vídeo lírico de "Cease to Exist", também foi lançado pela Nuclear Blast em seu canal do YouTube no mesmo dia. O segundo single do álbum "Don't Die" foi lançado em 12 de junho de 2014.

## Lista da trilha
Todas as letras são escritas por Hernan "Eddie" Hermida, exceto "You Can't Stop Me" e "Ending Is the Beginning", que é de Mitch Lucker, toda a música composta por Suicide Silence.
| Edição padrão  |                                                                                |         |  |
| N.º            | Título                                                                         | Duração |  |
| 1.             | "M.A.L"                                                                        | 0:47    |  |
| 2.             | "Inherit the Crown"                                                            | 3:28    |  |
| 3.             | "Cease to Exist"                                                               | 3:42    |  |
| 4.             | "Sacred Words"                                                                 | 4:20    |  |
| 5.             | "Control" (com George "Corpsegrinder" Fisher do Cannibal Corpse)               | 2:53    |  |
| 6.             | "Warrior"                                                                      | 2:59    |  |
| 7.             | "You Can't Stop Me" (letras de Mitch Lucker)                                   | 4:07    |  |
| 8.             | "Monster Within" (com Greg Puciato do The Dillinger Escape Plan)               | 3:37    |  |
| 9.             | "We Have All Had Enough"                                                       | 3:36    |  |
| 10.            | "Ending Is the Beginning" (retirado do Suicide Silence EP)                     | 2:38    |  |
| 11.            | "Don't Die"                                                                    | 3:45    |  |
| 12.            | "Ouroboros"                                                                    | 4:04    |  |
| 13.            | "contém faixa bônus escondida "Dogma: I Am God", em cópias limitadas do álbum" |         |  |
| Duração total: | Duração total:                                                                 | 39:19   |  |

| Faixas bônus edição especial |                                 |         |  |
| N.º                          | Título                          | Duração |  |
| 13.                          | "Blue Haze"                     | 3:30    |  |
| 14.                          | "Last Breath" (Hatebreed cover) | 1:34    |  |
| Duração total:               | Duração total:                  | 44:23   |  |

## Créditos
Suicide Silence
- Hernan "Eddie" Hermida – vocal
- Mark Heylmun – guitarra solo
- Chris Garza – guitarra base
- Dan Kenny – baixo
- Alex Lopez – bateria

Pessoal adicional
- George "Corpsegrinder" Fisher – vocal em "Control"
- Greg Puciato – vocal em "Monster Within"
- Mitch Lucker – letras em "You Can't Stop Me" "(postumamente)"
- Steve Evetts – produção